# Orice faptă cu răsplată
Orice faptă cu răsplată este un film românesc din 1971 regizat de Eugenia Boroghină.